# Geoffrey Kondogbia
Geoffrey Edwin Kondogbia (Nemours, 1993. február 15. –) közép-afrikai válogatott labdarúgó, az Olympique Marseille középpályása. Testvére Evans Kondogbia szintén  közép-afrikai válogatott labdarúgó.

## Pályafutása

### Lens

#### 2010-11-es szezon
2010 áprilisában kötött a Lens vele profi szerződést. 2010. november 21-én debütált a Lyon ellen a 84. percben váltotta Toifilou Maoulidát, Jean-Guy Wallemme vezetőedző irányítása idején. Nem sokkal később Bölöni László lett a klub menedzsere, aki az AC Arles-Avignon ellen pályára küldte Kondogbiát csereként. Egy héttel később a Nancy ellen is pályára lépett kezdőként.

#### 2011-12-es szezon
Miután kiestek a Ligue 2-be érkezett a Real Madridtól a csapatba egyik barátja, Raphaël Varane, akit Jean-Louis Garcia szerződtettet a csapat új vezetőedzője. Ebben a szezonban több fiatal játékossal mint, Serge Aurier, Alexandre Coeff és Thorgan Hazarddal váltak kezdőjátékossá. 2012. április 13-án szerezte meg első gólját az Tours elleni mérkőzésen. Kemény védőként ismerték meg a szezonban 9 sárga lapot begyűjtő Kondogbiát. Alapember lett klubjában és a 12. helyen végeztek a bajnokságban. A klub nehéz anyagi helyzete miatt a nyár folyamán a spanyol Sevilla FC csapatába igazolt.

### Sevilla
2012. július 24-én 4.000.000 €-ért érkezett a Sevilla FC csapatába, ahol 5 éves szerződést írt alá. Így Seydou Keita nyomdokaiba lépett, miután a Lens csapatától a Sevillához igazolt.
A szezon elején csak csereként lépett pályára, majd a Celta Vigo ellen kezdőként lépett pályára. Az Atlético de Madrid ellen ismét kezdőként lépett pályára, de csalódás keltően a 24. percben lecserélte edzője. Az RCD Espanyol ellen gólpasszt adott Ivan Rakitićnek. 2013. január 28-án a Granada CF ellen megszerezte első gólját a Sevilla színeiben. Rakitić szabadrúgás lövését fejelte a kapuba. Ez a mérkőzés volt a második pályára lépése az új edző Unai Emeryvel, miután Martín távozott a kispadról.
A Spanyol kupában a RCD Espanyol, a Real Mallorca, a Real Zaragoza elleni  oda-visszavágón pályára lépett, valamint az elődöntőben az Atlético Madrid ellen is pályára lépett. A második mérkőzésen az elődöntőben gólpasszt adott Rakitićnek, majd sárga lapos figyelmeztetést kapott a 42. percben, végül a 92. percben megkapta második sárga lapját, ami piros lapot eredményezett.
Áprilisban bejelentették, hogy a Borussia Dortmund, az Arsenal, a Manchester City, a Manchester United, a Real Madrid, a Juventus, az AC Milan és az Internazionale érdeklődik iránta. A Real Madrid 8.000.000 €-s ajánlatot, az AC Milan 12.000.000 €-s ajánlatot t ett érte. Az Internazionale 10.000.000 €-t és 30%-os eladási részesedést ajánlott a Sevilla csapatának Kondogbiáért.

### Monaco
2013. augusztus 29-én bejelentették, hogy 20 millió euróért és 5 évre a francia AS Monaco csapatába igazolt, ahol a 12-es mezszámot kapta meg.

### Internazionale
2015. június 22-én az olasz Internazionale szerződtette, 31 millió euróért. A kék-fekete csapat a városi rivális AC Milan ajánlatát licitálta túl, a klub közleménye szerint az átigazolás teljes díja minden bónusszal együtt 40,501 millió euró volt. Kondogbia november 8-án, a Torino ellen szerezte első gólját új csapatában. 2016. február 14-én a Fiorentina elleni 2–1-re elveszített bajnokin kiállították, majd két bajnoki találkozótól eltiltották.

### Valencia
2017. augusztus 21.én hivatalossá vált, hogy kölcsönben a spanyol Valenciában folytatja pályafutását. João Cancelo az üzlet részeként ugyancsak kölcsönbe került a milánói csapathoz. Bemutatkozásakor hat nap múlva végigjátszotta a Real Madrid elleni 2–2-es bajnokit. 2018. május 24-én a Valencia bejelentette, hogy végleg megvásárolta játékjogát az Internazionalétól.

### Atlético Madrid
2020. november 3-án négyéves szerződést írt alá az Atlético Madrid csapatához. Az átigazolási időszak lejárta után szerződtették, de mivel az Arsenal az utolsó pillanatokban leigazolta Thomas Parteyt, ezért a La Ligában érvényben lévő különleges szabályozások miatt szerződtethették.

### Olympique Marseille
2023. június 30-án jelentették be, hogy a francia Olympique Marseille csapatához igazolt.

## Válogatott

### Ifjúsági
Kondogbia U16-os válogatottól minden korosztályos Francia labdarúgó-válogatottban szerepelt. Legtöbbször az U18-as és U19-es csapatba szerepelt, 12-12-szer. Részt vett a 2013-as U20-as labdarúgó-világbajnokságon Törökországban. Az első mérkőzésen Ghána ellen megszerezte első gólját az U20-as csapatban. A mérkőzés emberének is megválasztották. A második gólját a házigazda Törökország ellen szerezte meg. Végül megnyerték az U20-as labdarúgó-világbajnokságot történelmük során első alkalommal a Francia U20-as válogatott.

### Felnőtt
2013. augusztus 14-én debütált a francia válogatottban  egy Belgium elleni barátságos találkozón . Azóta még négy nem hivatalos mérkőzésen lépett pályára francia színekben, de nem sikerült gyökeret vernie hazája csapatában.
Szülei révén közép-afrikai felmenőkkel rendelkezik, így 2018. augusztus 31-én elfogadta a Közép-afrikai válogatott invitálását . Október 12-én mutatkozott be Elefántcsontpart ellen 4–0-ra elvesztett 2019-es afrikai nemzetek kupája selejtező mérkőzésen. November 18-án harmadik válogatott mérkőzésén megszerezte első gólját Ruanda ellen.

## Statisztika

### Klub
2019. május 18-i állapot szerint.
| Klub             | Szezon           | Bajnokság | Bajnokság | Kupa    | Kupa  | Ligakupa | Ligakupa | Nemzetközi | Nemzetközi | Összesen | Összesen |
| Klub             | Szezon           | Meccsek   | Gólok     | Meccsek | Gólok | Meccsek  | Gólok    | Meccsek    | Gólok      | Meccsek  | Gólok    |
| ---------------- | ---------------- | --------- | --------- | ------- | ----- | -------- | -------- | ---------- | ---------- | -------- | -------- |
| RC Lens          | 2010–11          | 3         | 0         | –       | –     | –        | –        | –          | –          | 3        | 0        |
| RC Lens          | 2011–12          | 32        | 1         | 1       | 0     | 4        | 0        | –          | –          | 37       | 1        |
| RC Lens          | Összesen         | 35        | 1         | 1       | 0     | 4        | 0        | –          | –          | 37       | 1        |
| Sevilla FC       | 2012–13          | 31        | 1         | 6       | 0     | –        | –        | –          | –          | 37       | 1        |
| Sevilla FC       | 2013–14          | 2         | 0         | 0       | 0     | –        | –        | 1          | 0          | 3        | 0        |
| Sevilla FC       | Összesen         | 33        | 1         | 6       | 0     | –        | –        | 1          | 0          | 40       | 1        |
| AS Monaco        | 2013–14          | 12        | 0         | 1       | 0     | 1        | 0        | –          | –          | 14       | 0        |
| AS Monaco        | 2014–15          | 23        | 1         | 2       | 0     | 0        | 0        | 8          | 1          | 32       | 2        |
| AS Monaco        | Összesen         | 48        | 2         | 6       | 1     | 1        | 0        | 8          | 1          | 63       | 4        |
| Internazionale   | 2015–16          | 26        | 1         | 4       | 0     | —        | —        | —          | —          | 30       | 1        |
| Internazionale   | 2016–17          | 24        | 1         | 2       | 0     | —        | —        | 0          | 0          | 26       | 1        |
| Internazionale   | Összesen         | 50        | 2         | 6       | 0     | —        | —        | 0          | 0          | 56       | 2        |
| Valencia         | 2017–18          | 31        | 4         | 5       | 0     | —        | —        | —          | —          | 36       | 4        |
| Valencia         | 2018–19          | 19        | 1         | 2       | 0     | —        | —        | 7          | 0          | 28       | 1        |
| Valencia         | Összesen         | 50        | 5         | 7       | 0     | —        | —        | 7          | 0          | 64       | 5        |
| Karrier összesen | Karrier összesen | 216       | 11        | 25      | 1     | 5        | 0        | 16         | 1          | 264      | 13       |

### Válogatott
| Válogatott                | Szezon   | Mérkőzés | Gól |
| ------------------------- | -------- | -------- | --- |
| Franciaország             | 2013     | 1        | 0   |
| Franciaország             | 2014     | –        | –   |
| Franciaország             | 2015     | 4        | 0   |
| Franciaország             | Összesen | 5        | 0   |
| Közép-afrikai Köztársaság | 2018     | 3        | 1   |
| Közép-afrikai Köztársaság | 2020     | 1        | 0   |
| Közép-afrikai Köztársaság | 2021     | 4        | 0   |
| Közép-afrikai Köztársaság | 2023     | 3        | 1   |
| Közép-afrikai Köztársaság | Összesen | 11       | 1   |

### Válogatott góljai

#### Francia U20-as góljai
|    | Időpont          | Helyszín                                   | Ellenfél    | Gólok | Eredmény | Kiírás                                  |
| -- | ---------------- | ------------------------------------------ | ----------- | ----- | -------- | --------------------------------------- |
| 1. | 2013. június 21. | Türk Telekom Arena, Isztambul, Törökország | Ghána       | 1–0   | 3–0      | 2013-as U20-as labdarúgó-világbajnokság |
| 2. | 2013. július 2.  | Kamil Ocak Stadium, Gaziantep, Törökország | Törökország | 1–0   | 4–1      | 2013-as U20-as labdarúgó-világbajnokság |

#### Közép-afrikai Köztársaság góljai
|    | Időpont            | Helyszín                   | Ellenfél | Gólok | Eredmény | Kiírás                                    |
| -- | ------------------ | -------------------------- | -------- | ----- | -------- | ----------------------------------------- |
| 1. | 2018. november 18. | Stade Huye, Butare, Ruanda | Ruanda   | 2–2   | 2–2      | 2019-es afrikai nemzetek kupája selejtező |

## Sikerei, díjai

### Klub
- Valencia
  - Spanyol kupa: 2018–19

- Atlético Madrid
  - La Liga: 2020–21

### Válogatott
- Francia U20:
  - U20-as labdarúgó-világbajnokság: 2013